# 멕시코늑대
멕시코늑대(Canis lupus baileyi)는 늑대의 아종중 가장 구분되는 특징을 가지고 있으면서 심각한 멸종위기에 놓여있는 종이다.

## 식성
멕시코늑대는 주로 육식성으로, 사슴, 토끼, 멧돼지,아매리카들소, 큰사슴등을 잡아먹으며,주로 굽이 있는 동물들을 먹는다.